# Hagnau am Bodensee
Hagnau am Bodensee es un municipio alemán perteneciente al distrito del lago de Constanza, en el estado federado de Baden-Wurtemberg. Tiene unos 1400 habitantes.

## Museos
- Museo de Hagnau[3]
- Museo de Muñecas y Juguetes[4]